# Sphaerodactylus storeyae
Espèce
Synonymes
- Sphaerodactylus oliveri storeyae Grant, 1944

Statut de conservation UICN

 EN B1ab(iii) : En danger
Sphaerodactylus storeyae est une espèce de geckos de la famille des Sphaerodactylidae.

## Répartition
Cette espèce est endémique de l'île de la Jeunesse à Cuba.

## Publication originale
- Grant, 1944 : New sphaerodactyls from Cuba and the Isle of Pines. Herpetologica, vol. 2, p. 118-125.